# Neopresse
Neopresse (Eigenschreibweise: NEOPresse) ist ein deutschsprachiges, kommerzielles Weblog mit journalistischen Merkmalen, das sich durch Werbeeinnahmen, Abonnements und gesponserte Beiträge finanziert.
Es beschreibt sich selbst als ein „kritisches, freies und unabhängiges Online-Medium“, das laut eigenen Angaben seit 2012 betrieben wird. Das Blog nimmt außerdem für sich in Anspruch, die „[e]rste deutschsprachige Bloggerzeitung“ zu sein. Herausgeber ist Volker Hahn. Als Medieninhaber wird die Alternative Media Publishing aufgeführt.

## Inhalte
Auf der Plattform veröffentlichen mittlerweile über 270 ausgewählte Blogger und freie Autoren in den Themenbereichen Politik, Wirtschaft, Geldwesen, Gesellschaft, Sport und Kultur. Sie werden an den Werbeeinnahmen beteiligt. Auf Neopresse sind zwischen 2012 und 2015 ca. 4500 Artikel erschienen.
Viele Beiträge, die auf der Plattform veröffentlicht werden, erschienen bereits vorher in diversen Blogs, da die Autoren ihre Beiträge auf Neopresse erneut veröffentlichen können, wobei ihnen eine professionelle Präsentationsplattform geboten werden solle, die nicht […] mit [anderen] Blogs in Konkurrenz trete.
Im Mai 2013 gab der Kabarettist Georg Schramm gegenüber der Redaktion ein Interview, in dem er über seine Karriere, persönliche Zukunftspläne und politische Ambitionen sowie über die Krise in Europa und seine Einschätzung zur damit verbundenen Politik der Bundesregierung sprach.

## Reichweite und Verbreitung
Neopresse besuchen durchschnittlich etwa 10.000 Leser am Tag, bei ca. 60.000 Seitenabrufen täglich. Das Blog trifft vor allem im deutschsprachigen Raum auf Leserschaft und bezieht die meisten Besucher, trotz des Standorts Österreich, aus Deutschland.
Das deutsche Blogverzeichnis Bloggerei.de listete Neopresse im August 2015 in den Top 10 der Blogs mit den meisten Seitenabrufen. Inzwischen ist Neopresse nicht mehr in der gut einhundert Einträge umfassenden Liste der Top-Blogs vertreten (Stand: Mai 2021).
Die Website für Web Analytics Alexa Internet nennt Neopresse auf Platz 5.457 der deutschsprachigen Internetseiten und auf Platz 115.825 im globalen Vergleich.

## Blattlinie
Neopresse gibt an, in den eigenen Artikeln eine Blattlinie zu verfolgen. Die Herausgabe einer grundlegenden Richtung des Mediums ist im österreichischen Medienrecht vorgeschrieben. Diese lautet wie folgt:
„NEOPresse.com tritt ein für:
- direkte Demokratie, freie Meinungsäußerung und Rechtsstaatlichkeit.
- ein freies, offenes und unzensiertes Internet, in dem alle Teilnehmer gleichberechtigt sind.
- ein gerechtes Geld- und Wirtschaftssystem, welches den größtmöglichen Gemeinnutzen stiftet.
- Gleichberechtigung, Chancengleichheit und ein Recht auf Individualismus für alle Menschen.
- Ablehnung jeglicher Form von religiösem, politischem oder wirtschaftlichem Extremismus sowie Totalitarismus.
- Ablehnung der Einschränkung von Bürger- und Menschenrechten.“[6]

## Design und App
Neopresse führte, laut eigenen Angaben, von Dezember 2013 bis Juli 2016 ein Design im „klassischen Blog-Format". Im Juli wurde ein Designwechsel vollzogen, der dazu führte, dass Artikelbilder nun übergroß dargestellt werden und er sich an einer mehr nachrichtlichen Darstellung orientiert, wie beispielsweise bei dem US-Magazin Foreign Affairs. Außerdem veränderten sich Schrift, Darstellung, Logo und Aufbau der Website.
Seit 2016 gibt es für Android- wie auch für iOS-Geräte eine App.

## Rezeption
Die freie Journalistin Simone Brunner bezeichnet Neopresse in der Wiener Wochenzeitung Falter als Teil der „alternativen Medien“ und nennt die Website in Zusammenhang mit Verschwörungstheorien, wobei „die Stoßrichtung […] diese […] [ist]: gegen die NATO, gegen die EU, gegen den Kapitalismus.“
In der Tageszeitung junge Welt zitiert die Journalistin Gitta Düperthal Artikel des Neopresse-Autors Wilhelm von Pax in Zusammenhang mit fundamentaler Kritik an Massenmedien, deren veröffentlichte Meinung – so auf Neopresse behauptet – „wie gleichgeschaltet wirken“ würde.
Im September 2015 berichtete Karin Leukefeld in der jungen Welt über die zu diesem Zeitpunkt aktuelle Lage im syrischen Bürgerkrieg und konstatierte: „Das österreichische Informationsportal Neopresse sagte bereits den »finalen Showdown« in Syrien voraus und titelte »Die NATO gegen Russland und China«.“